# Els morts del llac Constança: Un secret de família
Els morts del llac Constança: Un secret de família (títol original en alemany, Die Toten vom Bodensee – Familiengeheimnis) és un telefilm germanoaustríac emès per ORF i ZDF i dirigit per Andreas Linke del 2015. És la segona part de la sèrie de pel·lícules de crims Els morts del llac Constança. La primera emissió va tenir lloc a l'ORF el 4 de març de 2015 i a ZDF el 16 de març de 2015. S'ha doblat al català.

## Producció
El rodatge va tenir lloc a partir del 16 de setembre fins al 16 d'octubre de 2014 a Vorarlberg i Baviera. La pel·lícula va ser produïda per Graf Filmproduktion GmbH i Rowboat Film- und Fernsehenproduktion, hi van participar Österreichischer Rundfunk i ZDF, i va comptar amb el suport del Fernsehfonds Austria i l' estat de Vorarlberg. Michael Wollmann va ser el responsable del so, Christine Egger del decorat i Brigitta Fink del disseny de vestuari.